# Lijst van voetbalinterlands België - Joegoslavië
Deze lijst van voetbalinterlands is een overzicht van alle officiële voetbalwedstrijden tussen de nationale teams van België en Joegoslavië. De landen hebben in totaal elf keer tegen elkaar gespeeld. De eerste ontmoeting was een vriendschappelijke wedstrijd en werd gespeeld in Belgrado op 6 juni 1937. Het laatste duel, eveneens een vriendschappelijke wedstrijd, vond plaats op 27 mei 1989 in Brussel.

## Wedstrijden
| №  | Plaats   | Datum           | Competitie           | Wedstrijd            | Uitslag |
| -- | -------- | --------------- | -------------------- | -------------------- | ------- |
| 1  | Belgrado | 6 juni 1937     | Vriendschappelijk    | Joegoslavië − België | 1 − 1   |
| 2  | Brussel  | 29 mei 1938     | Vriendschappelijk    | België − Joegoslavië | 2 − 2   |
| 3  | Brussel  | 14 mei 1953     | Vriendschappelijk    | België − Joegoslavië | 1 − 3   |
| 4  | Zagreb   | 9 mei 1954      | Vriendschappelijk    | Joegoslavië − België | 0 − 2   |
| 5  | Belgrado | 4 november 1962 | EK 1964 kwalificatie | Joegoslavië − België | 3 − 2   |
| 6  | Brussel  | 31 maart 1963   | EK 1964 kwalificatie | België − Joegoslavië | 0 − 1   |
| 7  | Brussel  | 16 oktober 1968 | WK 1970 kwalificatie | België − Joegoslavië | 3 − 0   |
| 8  | Skopje   | 19 oktober 1969 | WK 1970 kwalificatie | Joegoslavië − België | 4 − 0   |
| 9  | Lens     | 13 juni 1984    | EK 1984              | België − Joegoslavië | 2 − 0   |
| 10 | Brussel  | 19 mei 1986     | Vriendschappelijk    | België − Joegoslavië | 1 − 3   |
| 11 | Brussel  | 27 mei 1989     | Vriendschappelijk    | België − Joegoslavië | 1 − 0   |

## Samenvatting
| Competitie        | Totaal gespeeld | Winst België | Gelijk | Winst Joegoslavië | Doelsaldo België – Joegoslavië |
| ----------------- | --------------- | ------------ | ------ | ----------------- | ------------------------------ |
| WK-kwalificatie   | 2               | 1            | 0      | 1                 | 3 − 4                          |
| EK-eindronde      | 1               | 1            | 0      | 0                 | 2 − 0                          |
| EK-kwalificatie   | 2               | 0            | 0      | 2                 | 2 − 4                          |
| Vriendschappelijk | 6               | 2            | 2      | 2                 | 8 − 9                          |
| Totaal            | 11              | 4            | 2      | 5                 | 15 − 17                        |

Wedstrijden bepaald door strafschoppen worden, in lijn met de FIFA, als een gelijkspel gerekend.